# قلمروهای ایالات متحده آمریکا
قلمروهای ایالات متحده آمریکا (به انگلیسی: Territories of the United States) در تقسیمات کشوری، قلمروهای وابسته زیرمجموعه آمریکا می‌باشد که زیر نظر دولت فدرال ایالات متحده آمریکا قرار دارند (برخلاف ایالات، که در حاکمیت با دولت فدرال سهیم‌اند). پنج قلمروی اصلی دارای فرمانداران و مجالس قلمرویی منتخب مردم محلی و خودگردان هستند. هر یک نمایندهٔ ای فاقد حق رای در مجلس نمایندگان ایالات متحده آمریکا انتخاب می‌کند.
در حال حاضر ایالات متحده دارای ۱۶ قلمرو است که ۵ عدد آنها مسکونی می‌باشد که شامل پورتوریکو، گوآم، جزایر ماریانای شمالی، جزایر ویرجین ایالات متحده آمریکا و ساموآی آمریکا است. ۹ قلمرو دیگر شامل جزایر کوچکی که در دریای کارائیب و اقیانوس آرام پراکنده‌اند و فاقد جمعیت بومی یا دائمی هستند به نام‌های: جزیره مرجانی پالمیرا، جزیره بیکر، جزیره هاولند، جزیره جارویس، آب‌سنگ جانستون، آب‌سنگ کینگمن، جزیره ویک، آب‌سنگ مرجانی میدوی، جزیره ناواسا می‌باشد. و ۲ قلمروی جزیره صخره سرانیلا و جزیره غیرمسکونی صخره باژو نوئوو که توسط کلمبیا اداره می‌شوند ولی مورد ادعای آمریکا هستند.
از نظر تاریخی، قلمروهایی که برای اداره سرزمین‌های تازه تصرف شده ایجاد شدند، در نهایت بیشتر آنها به دولت تبدیل شدند.  جدیدترین قلمرویی که در کشور آمریکا به ایالت تبدیل شد، هاوایی در ۲۱  اوت ۱۹۵۹ بوده است.
از نظر سیاسی و اقتصادی، این سرزمین‌ها توسعه نیافته‌اند. ساکنان سرزمین‌های تحت حاکمیت ایالات متحده نمی‌توانند در انتخابات ریاست جمهوری ایالات متحده رأی دهند و آنها فقط نمایندگانی بدون حق رأی در کنگره ایالات متحده دارند.
طبق داده‌های سال ۲۰۱۲، مخابرات منطقه‌ای و سایر زیرساخت‌ها عموماً در سطح پایین‌تری نسبت به سرزمین اصلی ایالات متحده و هاوایی قرار دارند. نرخ فقر در قلمروها نسبت به ایالت‌ها بیشتر است.

## قلمروهای سازمان‌دهی شده در برابر سازمان‌نیافته

### تعریف
سرزمین‌های سازمان‌یافته، مناطقی هستند که تحت حاکمیت فدرال قرار دارند (اما بخشی از هیچ ایالت یا ناحیه فدرال نیستند) و توسط کنگره از طریق «قانون سازمانی» مقداری خودگردانی به آن‌ها اعطا شده است. این خودگردانی تحت اختیارات کامل کنگره بر اساس بند سرزمینی ماده چهارم، بخش ۳ قانون اساسی ایالات متحده اعطا می‌شود.
اصطلاح «سازمان‌دهی‌نشده» از نظر تاریخی دو کاربرد داشته است. یکی از این کاربردها به منطقه‌ تازه به دست آمده اشاره دارد که هنوز به‌عنوان یک قلمرو سازمان‌یافته و ثبت‌شده، شکل نگرفته بود (برای نمونه، خرید لوئیزیانا پیش از تشکیل قلمرو اورلئان و ناحیه‌ی لوئیزیانا بوده است).
کاربرد دیگر این اصطلاح به منطقه‌ای اشاره دارد که پیش‌تر بخشی از یک قلمرو سازمان‌یافته و الحاق‌شده بود، اما پس از آنکه بخشی از آن سرزمین سازمان‌دهی شد و شرایط لازم برای تبدیل‌شدن به ایالت را به‌دست آورد، منطقه‌ی باقی‌مانده «سازمان‌دهی‌نشده» باقی می‌ماند (برای نمونه، پس از آنکه بخش جنوب شرقی قلمرو میزوری به ایالت تبدیل شد، بخش بزرگی از قلمرو میزوری برای چندین سال قلمرو سازمان‌دهی‌نشده بود.)

## پیشینه
- ساموآی آمریکایی: از سال ۱۹۰۰ به‌عنوان یک قلمرو شناخته می‌شود؛ پس از پایان جنگ داخلی دوم ساموآ، جزایر ساموآ به دو بخش تقسیم شدند. ایالات متحده کنترل نیمهٔ شرقی این جزایر را به دست گرفت.[۱۵][۱۶] در سال ۱۹۰۰، «معاهده الحاق توتویلا» اجرایی شد.[۱۷] جزایر مانوآ در سال ۱۹۰۴ به ساموآی آمریکایی پیوستند و جزیره سوینز در سال ۱۹۲۵ بخشی از ساموآی آمریکایی شد.[۱۸] کنگره ایالات متحده معاهدات مربوط به ساموآی آمریکایی را در سال ۱۹۲۹ تصویب کرد.[۱۹] به‌مدت ۵۱ سال، نیروی دریایی ایالات متحده اداره این قلمرو را بر عهده داشت.[۲۰] ساموآی آمریکایی به‌صورت محلی و طبق قانون اساسی‌ای که آخرین بار در سال ۱۹۶۷ بازنگری شد، خودگردان است.[۲۱][note ۲] نخستین فرماندار منتخب ساموآی آمریکایی در سال ۱۹۷۷ انتخاب شد و نخستین نماینده بدون رأی‌ این قلمرو در کنگره، سال ۱۹۸۱ منصوب گردید.[۲۳] بر اساس اصل خاک (حق تابعیت از طریق تولد در سرزمین)، افرادی که در ساموآی آمریکایی به دنیا می‌آیند، اتباع ایالات متحده محسوب می‌شوند، اما شهروند ایالات متحده نیستند.[۲۴][۲۵] ساموآی آمریکایی از نظر فنی یک قلمرو سازمان‌نیافته به‌شمار رفته [۲۶] و جزیره اصلی آن در توتوئیلا می‌باشد.[۲۷]

- گوآم: این قلمرو از سال ۱۸۹۹، در پایان جنگ آمریکا و اسپانیا به تصرف ایالات متحده درآمد.[۲۸] گوآم محل استقرار پایگاه نیروی دریایی گوآم و پایگاه نیروی هوایی اندرسن است. این قلمرو بر اساس «قانون سازمانی گوآم در سال ۱۹۵۰» سازمان‌دهی شد، قانونی که تابعیت ایالات متحده را به ساکنان گوآم اعطا کرد و به این جزیره حکومت محلی داده شد.[۲۹] در سال ۱۹۶۸، این قانون اصلاح شد تا اجازه انتخاب یک فرماندار برای گوآم فراهم گردد.[۳۰]
- جزایر ماریانای شمالی: یک قلمرو مشترک‌المنافع از سال ۱۹۸۶ تاکنون [۳۱][۳۲] جزایر ماریانای شمالی همراه با گوآم تا سال ۱۸۹۹ بخشی از امپراتوری اسپانیا بودند، تا اینکه پس از جنگ آمریکا و اسپانیا، جزایر ماریانای شمالی به امپراتوری آلمان فروخته شدند.[۳۳] از سال ۱۹۱۹، این جزایر به‌عنوان یک قیمومت تحت نظر جامعه ملل، توسط ژاپن اداره می‌شدند، تا اینکه در جریان جنگ جهانی دوم، ایالات متحده آن‌ها را در نبرد سایپن و نبرد تینیان (ژوئن تا اوت ۱۹۴۴) تصرف کرد و پس از تسلیم جزیره آگویخان در سپتامبر ۱۹۴۵، کنترل کامل آن‌ها را به دست گرفت.[۳۴] در سال ۱۹۴۷، این جزایر بخشی از «قلمرو تحت قیمومت جزایر اقیانوس آرام» (TTPI) زیر نظر سازمان ملل شدند و ایالات متحده به‌عنوان قیم رسمی سازمان ملل، اداره آن‌ها را بر عهده گرفت.[۳۵][۳۶] دیگر اجزای قلمرو قیمومتی جزایر اقیانوس آرام (TTPI) شامل پالائو، ایالات فدرال میکرونزی و جزایر مارشال بودند.[۳۷] پس از تلاش‌های ناموفق در دهه‌های ۱۹۵۰ و ۱۹۶۰ برای اتحاد دوباره گوآم و جزایر ماریانای شمالی، روند سیاسی متفاوتی برای هر یک از این مناطق آغاز شد،[۳۸] توافق‌نامه‌ای برای ایجاد وضعیت مشترک‌المنافع برای جزایر ماریانای شمالی در اتحاد سیاسی با ایالات متحده توسط نمایندگان هر دو نهاد سیاسی مذاکره شد؛ این توافق‌نامه در سال ۱۹۷۵ توسط رأی‌دهندگان جزایر ماریانای شمالی تصویب شد و در ۲۴ مارس ۱۹۷۶ لازم الاجرا شد.[۳۹][۴۰] بر اساس مفاد این توافق‌نامه، قانون اساسی جزایر ماریانای شمالی به‌طور جزئی در ۹ ژانویه ۱۹۷۸ اجرایی شد و در ۴ نوامبر ۱۹۸۶ به‌طور کامل به اجرا درآمد.[۴۱] در سال ۱۹۸۶، جزایر ماریانای شمالی به‌طور رسمی قیمومت سازمان ملل را ترک کردند.[۴۲] در این قلمرو مشترک‌المنافع، از هر دو مخفف «CNMI» و «NMI» استفاده می‌شود. بیشتر ساکنان جزایر ماریانای شمالی در سایپن، جزیره اصلی این منطقه، زندگی می‌کنند.[۴۳]
- پورتوریکو: از سال ۱۸۹۹ به‌عنوان قلمرو ثبت نشده  ایالات متحده شناخته می‌شود.[۴۴] پورتوریکو در پایان جنگ آمریکا و اسپانیا به تصرف ایالات متحده درآمد[۴۵] و از سال ۱۹۵۲ به‌عنوان یک قلمرو مشترک‌المنافع ایالات متحده شناخته می‌شود.[۴۶] از سال ۱۹۱۷، ساکنان پورتوریکو تابعیت ایالات متحده را دریافت کرده‌اند.[۴۷] پورتوریکو تحت قانون روابط فدرال پورتوریکو در سال ۱۹۵۰ (قانون عمومی ۶۰۰) سازمان‌دهی شد. در نوامبر ۲۰۰۸، یک قاضی دادگاه منطقه‌ای ایالات متحده حکم داد که مجموعه‌ای از اقدامات کنگره اثر انباشتگی (تجمعی) داشته‌اند که وضعیت پورتوریکو را از قلمرو ثبت نشده به قلمرو ثبت شده تغییر می‌دهد.[۴۸] با این حال، این مسئله در حال پیشرفت در دادگاه‌ها بوده [۴۹] و دولت ایالات متحده هنوز پورتوریکو را به‌عنوان قلمرو ثبت نشده می‌شناسد. یک وکیل اهل پورتوریکو جزیره را «نیمه‌مستقل» توصیف کرده است.[۵۰] در پورتوریکو یک جنبش دولتی وجود دارد که هدف آن تبدیل این قلمرو به پنجاه‌و‌یکمین ایالت، ایالات متحده است.[۵۱][۵۲]
- جزایر ویرجین ایالات متحده: در سال ۱۹۱۷ توسط ایالات متحده، از دانمارک خریداری شد و در سال ۱۹۵۴ بر اساس «قانون سازمانی اصلاح‌شده جزایر ویرجین» سازمان‌دهی گردید. در سال ۱۹۲۷ تابعیت ایالات متحده به ساکنان این جزایر اعطا شد.[۵۳] جزایر اصلی شامل سنت توماس، سنت جان و سنت کرویکس هستند.[۵۴]

## قلمروهای مسکونی
| نام (مخفف)                     | مکان                    | مساحت                                | جمعیت (2021 est.) | مرکز         | بزرگ‌ترین شهر | وضعیت                                  | زمان اکتساب   |
| ------------------------------ | ----------------------- | ------------------------------------ | ----------------- | ------------ | ------------ | -------------------------------------- | ------------- |
| ساموای آمریکا (AS)             | پلی‌نزی (اقیانوس آرام)   | ۱۹۷٫۱ کیلومتر مربع (۷۶ مایل مربع)    | ۴۶٬۳۶۶            | پاگو پاگو    | تافونا       | ثبت‌ نشده, سازماندهی نشده               | ۱۷ آوریل ۱۹۰۰ |
| گوآم (GU)                      | میکرونزی (اقیانوس آرام) | ۵۴۳ کیلومتر مربع (۲۱۰ مایل مربع)     | ۱۶۸٬۸۰۱           | هاگاتنیا     | ددیدو        | ثبت‌ نشده, سازماندهی شده                | ۱۱ آوریل ۱۸۹۹ |
| جزایر ماریانای شمالی (MP)      | میکرونزی (اقیانوس آرام) | ۴۶۳٫۶۳ کیلومتر مربع (۱۷۹ مایل مربع)  | ۵۱٬۶۵۹            | سایپن        | سایپن        | ثبت‌ نشده, سازماندهی شده(مشترک المنافع) | نوامبر۴, ۱۹۸۶ |
| پورتوریکو (PR)                 | کارائیب (اقیانوس اطلس)  | ۹٬۱۰۴ کیلومتر مربع (۳٬۵۱۵ مایل مربع) | ۳٬۱۴۲٬۷۷۹         | سان خوآن     | سان خوآن     | ثبت‌ نشده, سازماندهی شده(مشترک المنافع) | ۱۱ آوریل ۱۸۹۹ |
| جزایر ویرجین ایالات متحده (VI) | کارائیب (اقیانوس اطلس)  | ۳۴۶٫۳۶ کیلومتر مربع (۱۳۴ مایل مربع)  | ۱۰۵٬۸۷۰           | شارلوت آمالی | شارلوت آمالی | ثبت‌ نشده, سازماندهی شده                | ۳۱ مارس ۱۹۱۷  |

## جزایر کوچک حاشیه‌ای
| ردیف | نام                  | مکان                         | مساحت                              | وضعیت                    | ملاحظات |
| ---- | -------------------- | ---------------------------- | ---------------------------------- | ------------------------ | --- |
| ۱    | جزیره مرجانی پالمیرا | پلی‌نزی (شمال اقیانوس آرام)   | ۱۲ کیلومتر مربع (۵ مایل مربع)      | ثبت‌ شده,سازماندهی نشده   | بخشی از آن در مالکیت خصوصی سازمان حفاظت از طبیعت است، و بقیه آن در مالکیت دولت فدرال است و خدمات حیات وحش آن را مدیریت می‌کند. مجمع‌الجزایری از پنجاه جزیره کوچک با مساحت کل ۱٫۵۶ مایل مربع (۴٫۰ کیلومتر مربع), در حدود ۱٬۰۰۰ مایل (۱٬۶۰۰ کیلومتر) در جنوب اوآهو است. جزیره مرجانی از طریق الحاق جمهوری هاوایی در سال ۱۹۸۹ به انحصار درآمد. هنگامی که قلمرو هاوایی در ۳۰ آوریل ۱۹۰۰ به رسمیت شناخته شد، جزیره مرجانی پالمیرا نیز به عنوان بخشی از آن قلمرو به ثبت رسید. با این حال، وقتی هاوایی در سال ۱۹۵۹ تبدیل به ایالت شد، طبق مصوبه کنگره، این جزیره مرجانی از ایالت مستثنی شد. پالمیرا همچنان یک سرزمین ثبت‌ شده باقی ماند، اما هیچ دولت جدید و سازمان‌یافته‌ای به خود ندید. جنبش استقلال هاوایی، حاکمیت ایالات متحده بر جزیره مرجانی پالمیرا (و هاوایی) را مورد مناقشه قرار داده است. |
| ۲    | جزیره بیکر           | پلی‌نزی (شمال اقیانوس آرام)   | ۲٫۱ کیلومتر مربع (۰٫۸۱ مایل مربع)  | ثبت‌ نشده, سازماندهی نشده | طبق قانون جزایر گوانو در ۲۸ اکتبر ۱۸۵۶ مورد ادعا قرار گرفت. و در ۱۳ مه ۱۹۳۶ ضمیمه شد و تحت صلاحیت وزارت کشور ایالات متحده قرار گرفت. |
| ۳    | جزیره هاولند         | پلی‌نزی (شمال اقیانوس آرام)   | ۴٫۵ کیلومتر مربع (۱٫۷ مایل مربع)   | ثبت‌ نشده, سازماندهی نشده | تحت قانون جزایر گوانو در ۳ دسامبر ۱۸۵۸ مورد ادعا قرار گرفت. در ۱۳ مه ۱۹۳۶ ضمیمه شد و تحت نظارت وزارت کشور قرار گرفت. |
| ۴    | جزیره جارویس         | Polynesia (South Pacific)    | ۴٫۷۵ کیلومتر مربع (۱٫۸۳ مایل مربع) | ثبت‌ نشده, سازماندهی نشده | تحت قانون جزایر گوانو در ۲۸ اکتبر ۱۸۵۶ مورد ادعا قرار گرفت. .در ۱۳ مه ۱۹۳۶ ضمیمه شد، و تحت صلاحیت وزارت کشور ایالات متحده قرار گرفت. |
| ۵    | آب‌سنگ جانستون        | پلی‌نزی (شمال اقیانوس آرام)   | ۲٫۶۷ کیلومتر مربع (۱٫۰۳ مایل مربع) | ثبت‌ نشده, سازماندهی نشده | آخرین بار در سال ۲۰۰۴ توسط وزارت دفاع ایالات متحده آمریکا مورد استفاده قرار گرفت |
| ۶    | آب‌سنگ‌های کینگمن      | پلی‌نزی (شمال اقیانوس آرام)   | ۱۸ کیلومتر مربع (۶٫۹ مایل مربع)    | ثبت‌ نشده, سازماندهی نشده | طبق قانون جزایر گوانو در ۸ فوریه ۱۸۶۰ ادعا شد. در ۱۰ مه ۱۹۲۲ ضمیمه شد، و در حوزه وزارت نیروی دریایی ایالات متحده آمریکا در ۲۹ دسامبر ۱۹۳۴ قرار گرفت. |
| ۷    | جزیره ویک            | میکرونزی (شمال اقیانوس آرام) | ۷٫۴ کیلومتر مربع (۲٫۹ مایل مربع)   | ثبت‌ نشده, سازماندهی نشده | از ۱۸۹۸ قلمرو است؛ فرودگاه ویک آیلند را در خود جای داده، توسط نیروی هوایی آمریکا اداره می‌شود. مورد ادعای جزایر مارشال قرار دارد. |
| ۸    | آب‌سنگ مرجانی میدوی   | پلی‌نزی (شمال اقیانوس آرام)   | ۶٫۲ کیلومتر مربع (۲٫۴ مایل مربع)   | ثبت‌ نشده, سازماندهی نشده | از ۱۸۵۹ قلمرو است؛ اساساً یک آب‌سنگ مرجانی میدوی است و پیشتر در حوزه وزارت نیروی دریایی بوده. |
| ۹    | جزیره ناواسا         | کارائیب (اقیانوس اطلس)       | ۵٫۴ کیلومتر مربع (۲٫۱ مایل مربع)   | ثبت‌ نشده, سازماندهی نشده | از ۱۸۵۷ قلمرو است؛ مورد ادعای هائیتی هم هست |

### سرزمین‌های مورد مناقشه
دو قلمرو زیر مورد ادعای چندین کشور (از جمله ایالات متحده) هستند  و در کد ISO 3166-2:UM گنجانده نشده‌اند. با این حال، آنها اغلب با جزایر کوچک دورافتاده ایالات متحده گروه‌بندی می‌شوند. طبق گزارش GAO، «ایالات متحده عملیات اجرای قانون دریایی را در داخل و اطراف ۲ قلمروی جزیره صخره سرانیلا و جزیره غیرمسکونی صخره باژو نوئوو مطابق با ادعاهای حاکمیتی ایالات متحده انجام می‌دهد.»
| Name                  | Location                    | Area                             | Status      | Notes |
| --------------------- | --------------------------- | -------------------------------- | ----------- | --- |
| جزیره صخره باژو نوئوو | کارائیب (شمال اقیانوس اطلس) | ۱۱۰ کیلومتر مربع (۴۲ مایل مربع)  | مورد مناقشه | تحت کنترل کلمبیا است. مورد ادعای ایالات متحده (طبق قانون جزایر گوانو) و جامائیکا می‌باشد. ادعای نیکاراگوئه در سال ۲۰۱۲ توسط دیوان بین‌المللی دادگستری به نفع کلمبیا حل و فصل شد، هرچند ایالات متحده طرف آن پرونده نبود ولی صلاحیت اجباری دیوان بین‌المللی دادگستری را به رسمیت نمی‌شناسد. |
| جزیره صخره سرانیلا    | کارائیب (شمال اقیانوس اطلس) | ۳۵۰ کیلومتر مربع (۱۴۰ مایل مربع) | مورد مناقشه | تحت کنترل کلمبیا است. و محل یک پادگان نیروی دریایی می‌باشد و مورد ادعای ایالات متحده (طبق قانون جزایر گوانو) و جامائیکا می‌باشد. ادعای نیکاراگوئه در سال ۲۰۱۲ توسط دیوان بین‌المللی دادگستری به نفع کلمبیا حل و فصل شد، هرچند ایالات متحده طرف آن پرونده نبود ولی صلاحیت اجباری دیوان بین‌المللی دادگستری را به رسمیت نمی‌شناسد. همچنین ادعایی توسط هندوراس در سال ۱۹۸۶ با پیمان‌نامه‌ای بر سر مرزهای دریایی با کلمبیا حل و فصل شده است. |

1. ↑  These six unincorporated territories and Palmyra Atoll make up the بنای یادبود ملی دریایی جزایر دورافتاده اقیانوس آرام.